# Формулярний список
Формулярний (послужний) список – це облікова документація державного апарату Російської імперії, що еволюціонувала від чиновницьких «сказок» середини XVIII ст. до формулярних списків XIX ст., де поступово збільшувалася інформаційна складова про фактичну службову діяльність чиновників. 

#### Формулярний (послужний) список: історія  становлення та еволюція
Формулярний (послужний) список – це облікова документація державного апарату Російської імперії, що еволюціонувала від чиновницьких «сказок» середини XVIII ст. до формулярних списків XIX ст., де поступово збільшувалася інформаційна складова про фактичну службову діяльність чиновників. Ці критерії залишаються актуальними й в сучасному діловодстві, зв'язаному з врахуванням державних службовців. У Російській імперії формулярні (послужні) списки були основною формою обліку чиновників.
Впродовж останньої треті XVIII - першої половини XIX століть форми заповнення «облікових» списків певним чином змінювалися. Слід згадати деякі етапи цієї еволюції, що відбувалася згідно з появою указів, що ініціювали ці зміни.
Формулярним спискам чиновників передували «атестати» і «описи служби», необхідність яких регламентувалася при представленні чиновника до нагородження чином або при відставці, наприклад, в таких указах, як «О имении гражданским чиновникам, представляемым к отставке или к награждению чинами, аттестатов о беспорочной их службе» від 3 березня 1763 р. і «О подробном описании службы чиновников, представляемых к награждению на Высочайшее усмотрение» від 10 березня 1763 р. Ці документи представлялися не регулярно, а лише у зв'язку з відставкою або нагородженням чином окремих чиновників.
Перші спроби уряду ввести регулярний і систематичний облік чиновництва за допомогою формулярних списків відносяться до 1764 р.  Формулярні (послужні) списки - це форма систематичного і регулярного обліку всього чиновництва, що існувала з середини XVIII ст до 1917 р.
Згідно з указом Сенату від 31 січня 1764 р. «О присылке в Сенат из всех присутственных мест послужных списков чиновников через каждые полгода по приложенной форме», форма обліку включала наступні графи: чин, ім'я по батькові, прізвище чиновника; посада; вік; соціальне походження; майнове положення; час вступу на службу і просування; участь в походах і бойових діях; службові стягнення, перебування під судом або слідством; час знаходження у відпустках або відставці; сімейний стан. Проте, до початку XIX століття в різних установах існували формуляри, що відрізнялися у ряді граф від встановленого зразка.
Разом з указом був опублікований формуляр піврічних послужних списків, який передбачав, так само як і формуляр, що додавався до указу від 31 січня 1764 р., дев'ять граф. У них, в основному, повинні були міститися ті ж самі відомості, що й в послужних списках 1764 р. В новому формулярі були додані дві нові графи, а саме: «много ли раз в нынешнем чину был в отпусках»; «кто дети и где обретаются».
Крім того, в графі про володіння селянами віднині треба було вказувати не лише назву повіту, але і назву селища.
Формуляр, що додавався до указу від 31 березня 1788 р., збігався з формуляром, введеним указом від 31 жовтня 1771 р., за винятком того, що була виключена графа «на ком женат, кто дети и где обретаются» і додано дві нові графи (про отримання при відставці чину, й про те, чи гідний чиновник нагородження орденом Св. Володимира).
У 60—80-ті роки XVIII ст. в основному склалася система обліку чиновництва, в першу чергу чиновників-дворян. Додаткові заходи для обліку цієї категорії чиновників вводилися сенатським указом від 15 червня 1794 р. «О доставлении в Герольдию послужных списков о чиновниках первых восьми классов, по прилагаемой форме».
Необхідно зазначити, що форма обліку чиновників, що вводилася цим указом, доповнювала вже існуючі форми, про що свідчила вказівка на те, що нова форма обліку не замінювала «списки о всех чинах, состоящих в классах», що вводилися указом від 31 березня 1788 р. Послужні списки чиновників перших восьми класів, що вводилися, передбачали роздільний облік «служащих от короны и по выбору дворян», що відповідало указу від 31 березня 1788 р. Формуляр «Списка чина первых осьми классов» хоча й складався всього з п'яти граф, але за змістом практично збігався з формуляром «Списка чина первых осьми классов» хотя и состоял всего из пяти граф, но по содержанию практически совпадал с формуляром «Списка о всех чинах, состоящих в классах...».
Завершував формування системи обліку чиновництва в XVIII ст. сенатський указ від 15 березня 1798 р. «О присылке в Герольдию ежегодно к 1 октября послужных списков о классных чиновниках», який, по суті, не вносив вже нічого нового, а лише підтверджував необхідність присилання в Герольдмейстерськую контору послужних списків, що було потрібне, як підкреслювалося в указі, для успішного виконання її функції по обліку чиновництва. Іншими словами, в 60—90-ті роки XVIII ст. формуляр послужного списку чиновників було складено.
У послужному списку чиновника, введеному указом Сенату від 15 березня 1798 р., містилися наступні графи:
1. Чин, ім'я, прізвище і посада того, ким відправляється і скільки від народження років;
2. З якого звання походить;
3. Скільки має у володінні чоловічої статі душ, людей і селян, в яких повітах, і назви селищ;
4. Коли в службу вступив і в оній якими чинами нагороджувався, на яких посадах був і де це відбувалося, також чи не було яких відмінних по службі діянь і чи не був особливо, окрім чинів, чимось нагороджений і в який час ( роки, місяці, числа);
5. У походах проти ворога і в самих битвах був чи ні і коли саме;
6. Чи не був в штрафах і під судом, і якщо був, то за що саме, коли і чим справа закінчилася;
7. До продовження цивільної служби здатний і до підвищення чи гідний, чи ні, і за що;
8. Чи не був у відставці з нагородженням чином, або без оного і коли;
9. Чи одружений, чи має дітей, кого саме, вік і де вони знаходяться.
Формуляр послужних списків складався, головним чином, впродовж 60-90-х років XVIII ст. і зазнавав деяких змін у середині XIX ст. Ці зміни відображали посилення уваги уряду до тих або інших аспектів соціальної і службової діяльності чиновника.
З 1815 р. до формулярних списків стали вноситися відомості про всі отримувані ордени й винагороди, грошові дарунки]], пенсії, орендах і землі. У 1827 р. була розширена 3-тя графа, що містить відомості про маєтки. У ній вказувалося, чи є у батьків, самого чиновника, або його дружини родовий або благопридбаний маєток і в якій губернії, а також чи є фабрики, заводи, ненаселені землі (кількість десятин), дома кам'яні або дерев'яні й в якому місті вони знаходяться.
- По указу Сенату від 16 липня 1849 р. формуляр включав 15 граф (до тих, що вже існували були додані: віросповідання; національність; відзнаки; розмір утримання; наявність маєтку, родового або придбаного, у чиновника або родичів; освіта):
1) чин, ім'я, по батькові, прізвище, посада, літа від народження, віросповідання, відзнаки і розмір утримання;
2) з якого звання походить (станове походження);
3-6) чи є маєток (окремо враховувався родовий і благопридбанний маєток у нього самого, у батьків або дружини);
7-9) де отримав виховання і чи закінчив в навчальному закладі повний курс наук, коли в службу вступив, які були чини, на яких був посадах і де служив; чи не було яких особливих по службі діянь або відмінностей; чи не був особливо, окрім чинів, чимось нагороджений, і в який час; крім того, якщо, знаходячись під судом або слідством був виправданий і визнаний невинним, то коли і за що саме був відданий під суд і чим справа закінчилася (з вказівкою точних дат);
10) чи був в походах проти ворога й в самих битвах і коли саме;
11) чи був в штрафах, під слідством і судом; коли і за що саме відданий суду: коли і чим справа закінчилася;
2) чи до продовження статської служби здатний і чи гідний до підвищення чину; якщо ні, то по яких причинах;
13) чи був у відпустках, коли, скільки саме часу; чи повертався вчасно і якщо прострочив, то коли саме з'явився і чи була причина прострочення визнана важливою;
14) чи був у відставці з нагородженням чином або без оного, коли і в який термін;
15) неодружений або одружений, з ким, чи має дітей, кого саме; місяць і число народження дітей; де вони знаходяться і якого віросповідання.
Указом «Государственного совета» від 25 травня 1864 р. з послужного списку була виключена 12-та графа, в якій фіксувалася атестація чиновника начальством, а в 1905 р. графа про сімейний стан була доповнена відомостями про час вступу чиновника в шлюб, датами народження дружини і дітей, їх віросповіданні і з ким діти проживають. Такий формулярний список діяв до 1917 р. і заповнювався на підставі справжніх документів про народження, походження, освіту й шлюб.
6 червня 1858 р. Інспекторський департамент був скасований і вирішення всіх питань, що стосуються служби, було передане у ведення відповідних міністерств. Департамент Герольдії контролював вступу до цивільної служби іноземців, осіб, що поступають на службу у вищі навчальні заклади з податного стану, надання чинів всім чиновникам за вислугу років, складання списку осіб перших 4-х класів Табелі про ранги. Ведення формулярних списків покладалося на відомства, в яких чиновники знаходилися на службі.
До 1846 р. формулярні списки всіх чиновників надсилалися до Департаменту Герольдії, з 1847 р. – до Інспекторського департаменту. З 1858 р. ведення формулярних списків і їх зберігання було покладене на установи, у яких чиновники знаходилися на службі. Формулярні списки вищих чинів, що обіймали посади перших 4-х класів, з травня 1894 р. присилалися в Інспекторський відділ. За період діяльності Департаменту герольдії і Власної  канцелярії, що відали цивільною службою в Росії впродовж більш ніж двох століть, відклалася величезна кількість різних формулярних списків та других чиновницьких справ.
Як правило, колекції формулярних списків, що містять документи чиновників губернських і повітових установ Російської імперії, осіб місцевого самоврядування, військових чинів, що перейшли на цивільну службу, зберігаються в державних обласних архівах України.

#### Зразок Формулярного списку
Формулярный списокъ о службѣ Лебединскаго Уѣзднаго  
Стряпчаго Титулярнаго Совѣтника Михаила Николаевича Петренка. За 1858 годъ.